# Georg Buderus III
Georg Heinrich Friedrich Wilhelm Buderus (* 14. Juni 1838 in Hirzenhain; † 28. Juni 1895 in Lollar) war ein deutscher Montanindustrieller und Abgeordneter der 2. Kammer der Landstände im Großherzogtum Hessen.

## Leben

### Herkunft und Familie
Georg Heinrich Friedrich Wilhelm Buderus wurde als Sohn des Unternehmers und Politikers Georg Carl Theodor Buderus (1808–1873) und dessen Ehefrau Margaretha Hillen (1814–1885) geboren.
Am 12. Oktober 1868 heiratete er in Zürich Antoinette Rosalie von Bavier (1848–1929), mit der er die Kinder Georg (1869–1927), Marie (1871–1919, ⚭ Gardinenfabrikant Hermann Langensiepen), Frieda (1876–1910, ⚭ Zigarrenfabrikant Adolf Klingspor) und Armin (1880–1931, Syndikus der niederrheinischen IHK Duisburg-Wesel) hatte.

### Wirken
1862 wurde Georg Leiter der Main-Weser-Hütte in Lollar, die zuvor unter dem Namen Hedwigshütte firmierte und nun den Namen nach der Main-Weser-Bahn, die das Unternehmen für den Transport der Güter nutzte, führte.
1865 stellten die Gebrüder Buderus einen Antrag auf Genehmigung zur Abschöpfung von Eisenerzen, der vom Königlichen Ober-Bergamt Bonn am 26. September 1899 positiv entschieden wurde.
Vom 10. Dezember 1873 an war er neben seinem Bruder Hugo Geschäftsführer der Firma „Offene Handelsgesellschaft Gebrüder Buderus zur Main-Weser-Hütte bei Lollar“. 1884 wurde aus der OHG die Aktiengesellschaft „Buderussche Eisenwerke“.
Hugo Buderus, der Maschinenbau und Gießereiwesen in Darmstadt studiert hatte, übernahm 1891 das Werk Hirzenhain in seinen Privatbesitz und schied zumindest teilweise aus dem Familienbetrieb aus. 1895 übernahm Hugo Buderus auch die Main-Weser-Hütte bei Lollar und gründete die „Eisenwerke Hirzenhain & Lollar“.
Am 10. Mai 1875 wurde Georg als Nachfolger des Georg Buff Abgeordneter der 2. Kammer der Landstände im Großherzogtum Hessen. Sein Mandat hatte Buderus aus dem Wahlbezirk Oberhessen 5 Gießen-Land erhalten.
1862 ließ er in Lollar eine Villa errichten, in der sich heute das Zentralheizungsmuseum befindet. Dessen Bibliothek umfasst einen Bestand von 5000 Fachbüchern.
Die repräsentative Villa weist architektonische Parallelen zum Schloss Friedelhausen auf.

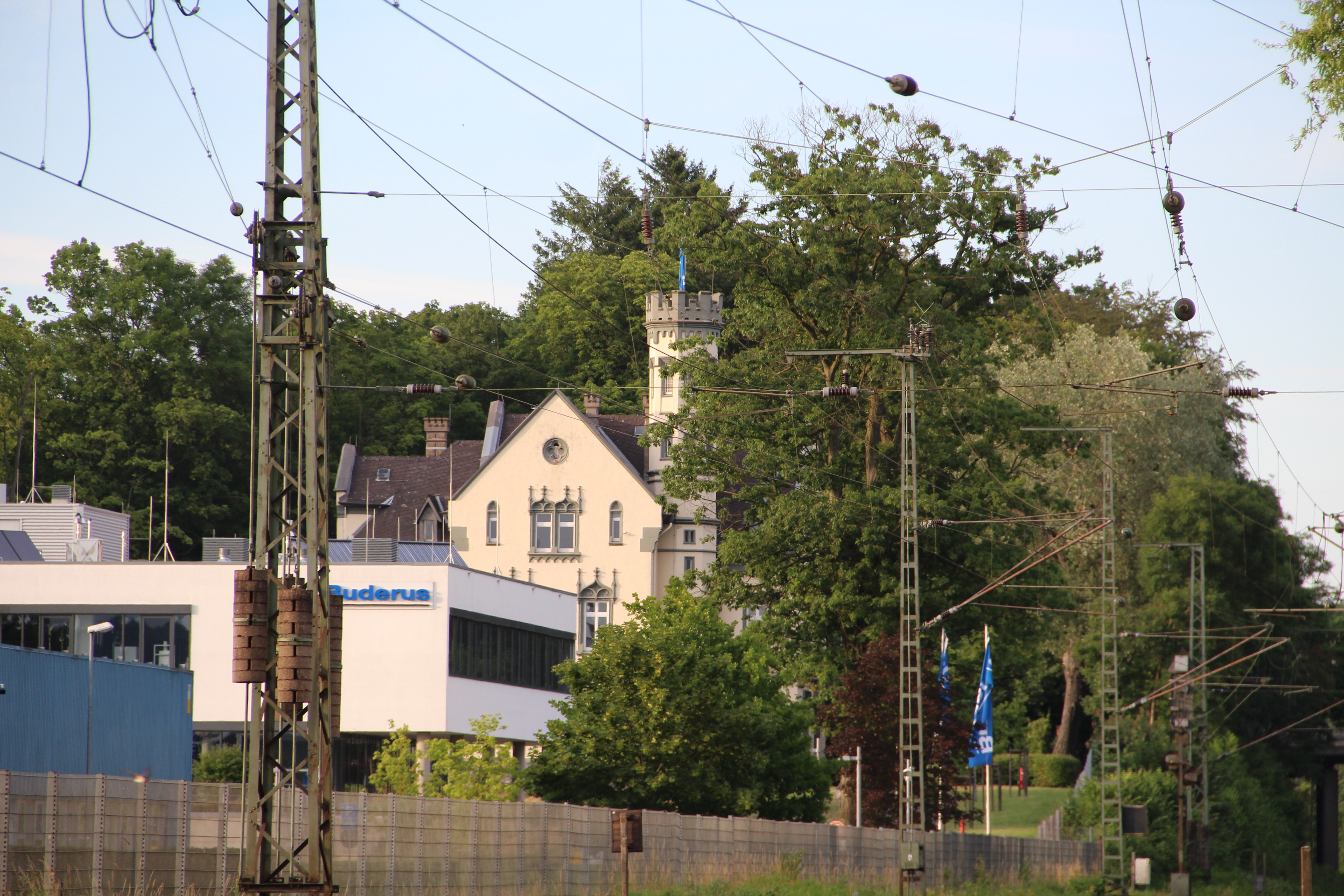
Villa Buderus in Lollar, Standort des Zentralheizungsmuseums

### Auszeichnungen
- 6. Oktober 1879 Ritterkreuz II. Klasse des Verdienstordens Philipps des Großmütigen
- 25. November 1893 Ritterkreuz I. Klasse des Verdienstordens Philipps des Großmütigen